# Arrondissement de Thiès Nord
L'arrondissement de Thiès Nord est l'un des arrondissements du Sénégal, créé en décembre 2008. Il est situé à Thiès (département de Thiès, région de Thiès).
Son chef-lieu est Thiès Nord, une commune d'arrondissement créée en novembre 2008.